# Ponta de Lore
Der Ponta de Lore ist ein Kap im Südosten der Insel Timor, im osttimoresischen Suco Lore I. Er bildet den südlichsten Punkt des Verwaltungsamtes Loré (Gemeinde Lautém). Westlich mündet der Namaluto in die Timorsee. Der Lapalapa fließt nordwestlich des Kaps in die Timorsee. Nördlich des Kaps liegt das Dorf Lori.
Während der Schlacht um Timor (1942–1945) befand sich am Kap ein japanisches Flugfeld.